# Un lugar en el cine
Un lugar en el cine es una película española dirigida y escrita por el vallisoletano Alberto Morais. Su estreno fue el 16 de mayo de 2008.

## Sinopsis
Un lugar en el cine trata de la resistencia cinematográfica. El cineasta griego, Theo Angelopoulos, viaja desde Atenas hasta Ostia, la playa romana donde Pier Paolo Pasolini fue asesinado. Lejos de allí, el cineasta español Víctor Erice se acerca en la distancia a través de una entrevista, aquella que tiene como epicentro discursivo la resistencia cinematográfica. En Italia nos aproximamos a Tonino Guerra, NinettoDavoli y Nico Naldini. Todos ellos forman parte de un viaje reflexivo y revelador.

## Reparto
- Víctor Erice
- Theo Angelopoulos
- Ninetto Davoli
- Tonino Guerra
- Nico Naldini

## Equipo Técnico
| Dirección               | Alberto Morais |
| Guion                   | Alberto Morais |
| Productores             | Alberto Morais |
|                         | José Mª Lara   |
| Productores asociados   | Pedro Pastor   |
|                         | Dénes Szekeres |
| Sonido                  | Rubén Pérez    |
|                         | Paco Casted    |
| Directora de Fotografía | Luis Sainz     |
| Montaje                 | Julia Juaniz   |
|                         | Sergi Dies     |

Producido por: Olivo Films, Alokatu y Malvarrosa Media.
Con la participación de: Tivoli Films (Hungría) y Fundación Autor.
Subvencionado por: Instituto de Cinematografía (ICAA), ayudas sobre proyecto, 2005. y Consejería de Cultura de la Junta de Castilla y León.
Distribución: Nacional: Rosebud.e Internacional: Cinema Esperança, Inc.

## Premios
- “Asociazione La Rinascita” (2009)

## Festivales
- Sección Oficial en:

- Festival Internacional de Málaga (2008)
- Rotterdam internacional film festival (2008)
- Seminci (semana internacional de cine de Valladolid), sección Tiempo de historia (2007)
- Mostra de Sao Paulo (2007)
- Festival internacional de Viña del Mar (2007)
- Bafici (Fest. internacional Buenos Aires) (2008)
- Sanfic (Festival internacional de Santiago de Chile) (2008)
- CinespañaToulousse (2008)
- London Spanish film festival (2008)
- Cinema Spagna (2008)
- Hamburgfilmfest (2007)

## Críticas
- La única sorpresa proyectada en la 52.ª edición de SEMINCI: Un lugar en el Cine, de Alberto Morais, un film moroso y bello [...] acerca de la condición comprometida del individuocineasta durante la Modernidad mediante testimonios de Víctor Erice, TheoAngelopouolos y Tonino Guerra, entre otros. [...] el documento es valioso y conviene detenerse sobre él con más espacio en el futuro. Cahiers Du Cinema. España, Diciembre 2007
- Un lugar en el cine, ensayo fílmico del joven vallisoletano Alberto Morais, ni tiene buenas intenciones ni va de necesaria. Simplemente tiene intenciones y está comprometida con un discurso artístico: el de la búsqueda. Y eso, en los tiempos que corren, ya es mucho. Su reflexivo recorrido por un determinado tipo de cine, tan distinto como revelador de una mirada muy concreta, contiene algunas bellísimas conjunciones de texto, imagen y silencio; de pasado y de presente; de introspección hacia el futuro del cine. Javier Ocaña. El País. Mayo 2008
- Morais ha tomado un camino como cineasta. Y claro está que es la senda menos transitada. Imperfecta e insolente, tímida y perfeccionista, pero con una tesis jamás traicionada, Un lugar en el cine tiene algunos pasajes inolvidables, de esos que hacen de una película un lugar en nuestras vidas. Roger Alan Koza, Sept. 2007
- Víctor Erice magnífico, TheoAngelopoulos y Tonino Guerra reflexionan sobre Pasolini, las películas y el cine de resistencia. Una delicia para el amante del cine. Variety, Mayo 2007
- Un lugar en el cine se entreteje a base de una dialéctica entre planos extraordinarios llenos de aire (sobre todo en el gran cuadro final) e ideas fuertes y cargadas de sentido histórico. Se trata de un meditado trabajo de montaje de bloques ideológicos entrelazadazos y unidireccionales. Álvaro Arroba.
- Cahiers Du Cinema. Mayo 2008
- El film sorprende gratamente no solo por la madurez expresiva demostrada en su primer largometraje sino también por su defensa de un cine contemplado como manifestación cultural y no como negocio, lejos de las frivolidades presentes en muchas de las obras de las nuevas hornadas de realizadores. [...] un manifiesto a favor de ese cine humanista y comprometido que nos legaron grandes cineastas en el pasado. Cartelera Turia, Mayo 2008